# Neu-Leibis

Die Wasserseite der Talsperrenmauer

Neu-Leibis ist ein Ortsteil von Unterweißbach im Landkreis Saalfeld-Rudolstadt in Thüringen.

## Geografie

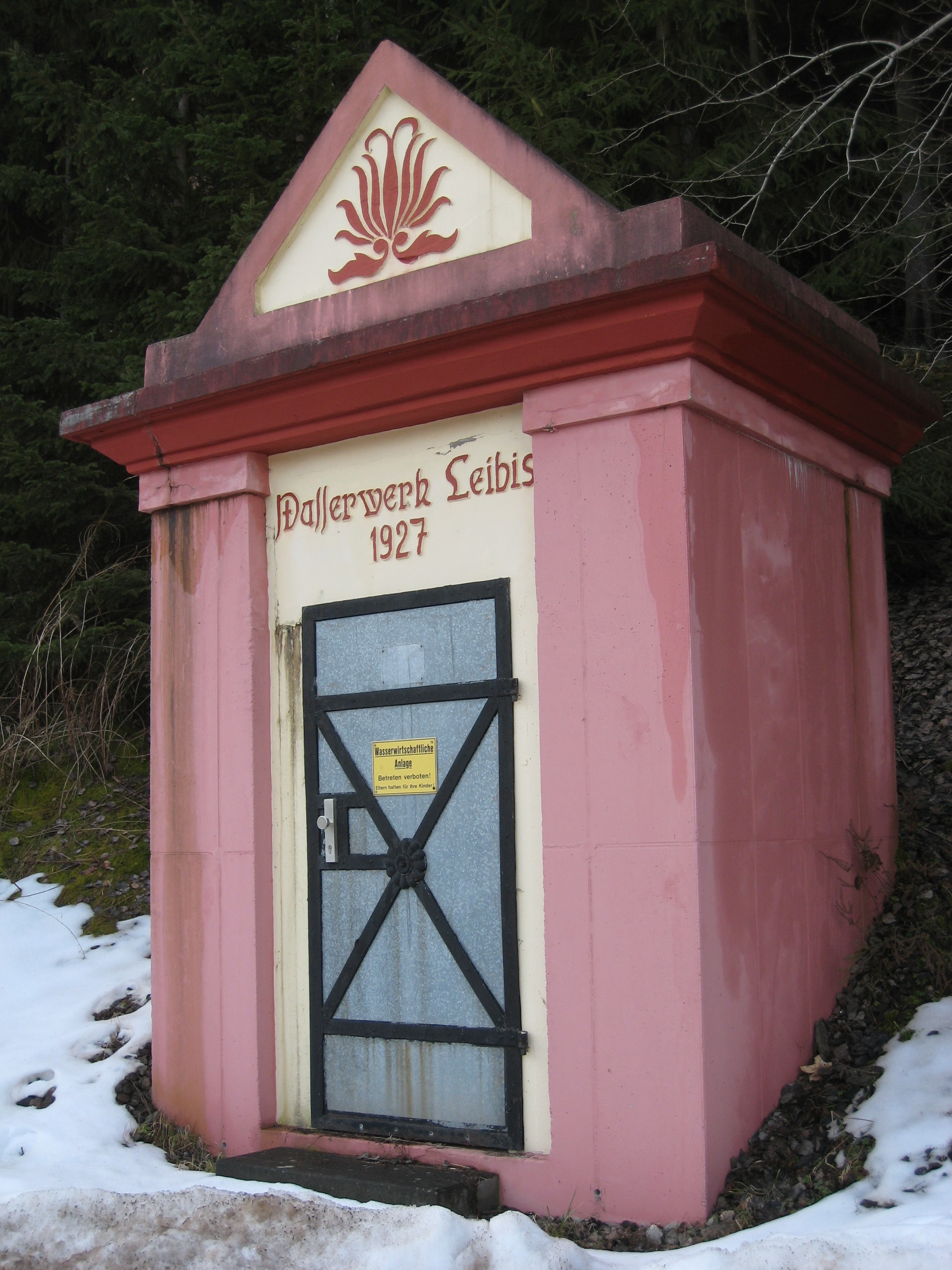
Wasserwerk Neu-Leibis

Hier mündet die Lichte von rechts in die Schwarza. Neu-Leibis erreicht man auf der Landesstraße 1145 die Landesstraße 1112 in Richtung Sitzendorf oder Meuselbach-Schwarzmühle. Die Umgebung ist äußerst waldreich und die Hänge sind steil. Der höchste Berg ist der zwei Kilometer südöstlich entfernte und 709 m hohe Quittelsberg.

## Geschichte von Neu-Leibis
Unmittelbar am westlichen Ende von Unterweißbach schließt sich das noch junge Dorf Neu-Leibis an. Die Bewohner des ursprünglichen Dorfes Leibis wurden 1994 auf Grund des Baus der Talsperre Leibis-Lichte hierhin, in die Nähe der Mankenbachsmühle unterhalb von Unterweißbach, umgesiedelt. Einer der Bewohner wehrte sich bis 1999 gegen die Umsiedlung. Das alte Dorf Leibis liegt 90 Meter unter dem Wasserspiegel auf dem Grund der Talsperre.

## Geschichte von Leibis
Die urkundliche Ersterwähnung von Leibis erfolgte am 21. Dezember 1386. Ein Hammerwerk wurde 1465 errichtet. Das Waldgewerbe und die Holzwirtschaft nahmen zu. Erst im späten 17. Jahrhundert wurden Köhler, Harzscharrer und Waldarbeiter mit ihren Familien sesshaft. Zu diesem Zeitpunkt gab es zwölf Häuser mit etwa 60 Bewohnern. 1865 wurde das Hammerwerk stillgelegt. Bis 1918 gehörte der Ort zur Oberherrschaft des Fürstentums Schwarzburg-Rudolstadt.
1920 entwickelte sich Leibis als Erholungsort. 1933 wohnten im Dorf 196 Personen. Nach dem Zweiten Weltkrieg arbeiteten einhundert Arbeiter im Sägewerk. Außerdem gab es noch eine Pappmühle und eine Kistenfabrik. Im Jahr 1965 feierten die Leibiser das 500-jährige Bestehen ihres Dorfes. 13 Jahre später begann die Diskussion zur Umsiedlung.